# Albert Decaris
Albert Decaris (* 6. Mai 1901 in Sotteville-lès-Rouen, Département Seine-Maritime; † 1. Januar 1988 in Paris) war ein französischer Maler, Dekorateur und Kupferstecher, der oft mit Aquarellfarbe oder Tusche arbeitete. 
Er gewann den Prix de Rome im Alter von 19 Jahren und wurde 1943 Mitglied der Académie des Beaux-Arts. Die Académie royale des Sciences, des Lettres et des Beaux-Arts de Belgique nahm ihn 1938 als assoziiertes Mitglied (Élu associé) auf. Er war Mitglied der Société nationale des beaux-arts und gewann 1957 ihren Prix Puvis de Chavannes. Er entwarf auch Briefmarken, wie z. B. für den Briefmarken-Jahrgang 1948 des Saarprotektorats. Er war Mitglied der Ehrenlegion (Ritter).